# Busksmalmyra
Busksmalmyra (Leptothorax parvulus) är en myrart som först beskrevs av Schenck 1852.  I den svenska databasen Dyntaxa används istället namnet Temnothorax parvulus. Enligt Catalogue of Life ingår busksmalmyra i släktet smalmyror och familjen myror, men enligt Dyntaxa är tillhörigheten istället släktet smalmyror och familjen myror. Arten är reproducerande i Sverige. Inga underarter finns listade.